# Balai Batung
Balai Batung is een bestuurslaag in het regentschap Payakumbuh van de provincie West-Sumatra, Indonesië. Balai Batung telt 588 inwoners (volkstelling 2010).